# Mendoravia
Mendoravia là một chi thực vật có hoa trong họ Đậu.